# Tanusi Gemin
Tanusi Gemin (en llatí: Tanusius Geminus) va ser un historiador romà del segle i aC, que sembla haver viscut en temps de Ciceró. Se suposa que va escriure sobre l'època de Sul·la encara que la naturalesa exacta de les seves obres és desconeguda. Plutarc esmenta l'historiador Τανύσιος, que Vossius considera que era el mateix Tanusi. Sèneca parla d'uns annals escrits per un Tamusi i probablement es refereix a Tanusi Gemin. Tota la seva obra s'ha perdut, llevat d'un fragment d'aquests annals citat per Suetoni.